# Velicity Von
Velicity Von (Fort Myers, Florida, 5 de febrero de 1979) es una actriz pornográfica estadounidense.

## Biografía
Su primer trabajo como ayudante de dentista lo fue compaginando con sus estudios (hacía un grado en ciencia), pero pronto se dio cuenta de que podía sacar más partido a su generoso físico y probó como bailarina de estriptis. Se dio cuenta de que le encantaba que la gente se fijara en su cuerpo mientras bailaba, una atención que no recibía de la misma manera en la industria dental. Así que a la edad de 20 años se inició como modelo en sesiones de fotografías eróticas y finalmente, acabó haciendo películas para adultos en 2005, con 26 años, donde ha ido dándose a conocer a una velocidad vertiginosa gracias a sus grandes senos y trasero.
Es famosa por tomar parte en producciones que requieren de sexo anal como se puede ver en Un-natural Sex 19, Ass Worship 9 o Big Wet Asses 9.
A día de hoy ha participado en más de un centenar de películas, así como en decenas de clips para los portales web para adultos más importantes como Bangbros, Brazzers o Reality Kings.
Todos los años realiza un viaje a Daytona para pasar una semana en las concentraciones de motoristas, pues ha reconocido que los moteros de choppers le vuelven loca.

## Premios
- 2007 Nominación Premio AVN a Mejor Escena de Sexo en Grupo por Big Phat Wet Ass Orgy 2 (2006) (junto a Annabelle, Luissa Rosso, Mya Kiss, Naomi, Sophia Castello, Luscious Lopez, Brian Pumper, Byron Long, Charlie Mac, Cun Tree, L.T. Turner, Mark Anthony and Nate Turnher).[3]
- 2008 Nominación Premio AVN a Mejor Escena de trío por Pump My Ass Full of Cum (2007).[3]
- 2009 Nominación Premio AVN a Mejor Escena de Sexo en Grupo por Oil Overload (2008) (junto a August, Savannah Gold y Angel Valentine).[3]